# Списак царева кинеске династије Минг
Цареви династије Минг владали су Кином од 1368. до 1644. године. Припадници династије Минг наставили су да владају низом држава у јужној Кини, познатих као Јужни Минг, до 1662. године. Династија Минг наследила је монголску династију Јуан и претходила је манџурској династији Ћинг.
Династију Минг основао је вођа сељачке буне Џу Јуенџанг, познат као цар Хунг-ву. Сви цареви династије Минг били су из династије Џу. Цар са најдужом владавином био је цар Ван-ли (в. 1572–1620), који је владао 48 година; најкраће је владао његов наследник, цар Тај-чанг, који је владао само 29 дана 1620. године. Најмлађи владар у време ступања на престо био је цар Јинг-цунг, који је имао само 9 година, док је најстарији владар у време смрти био цар Хунг-ву, који је преминуо у 71. години.
Цар династије Минг, пратећи праксу успостављену у династији Џоу, био је познат као „Син Неба“. Сматран је посредником између људи и неба и био је одговоран за спровођење бројних ритуала у част врховних божанстава која су штитила царство. Поред тога, учествовао је у разним церемонијама поводом важних догађаја у сопственом животу и животу царства. Током аудијенција, од његових поданика се очекивало да покажу своју покорност прострацијом пред њим, иако је већину одлука заправо доносио Велики секретаријат и министарства. Када је путовао, пратила га је импресивна пратња и штитила га је царска гарда.
Већина царева династије Минг живела је у Забрањеном граду, комплексу палата и зграда површине 72 ha (180-acre) у Пекингу. Пре цара Јунг-леа, који је преместио престоницу 1420. године, резиденција цара налазила се у сличном комплексу у Нанкингу, познатом као Палата Минг.

## Позадина
- Цар Хунг-ву (горе лево), који је прогласио династију Минг 23. јануара 1368, и његов син, цар Јунг-ле (горе десно), чија се владавина често сматра „другим оснивањем“ династије Минг, јер је поништио многе очеве политике.[8]
- Цар Ван-ли (доле лево), цар са најдужом владавином у династији Минг,[1][9] и његов син, цар Тај-чанг (доле десно), чија је владавина била најкраћа у историји династије Минг, за разлику од очеве најдуже владавине.[1]

Династију Минг основао је Џу Јуенџанг, један од вођа сељачке побуне Црвених турбана. Упркос скромним почецима, успешно је изградио сопствену државу, поразио друге вође побуњеника и приморао последњег цара династије Јуан, Тогон-Темура, да побегне из Кине. На кинеску Нову годину 1368. године, Џу Јуенџанг је прогласио оснивање нове царске династије под називом Велики Минг и прогласио се за њеног првог цара.
Цареви династије Минг наслеђивали су престо по принципу првородства. Према Упутствима предака цара Хунг-вуа, наследник престола је увек био најстарији син цара и царице, или његов наследник, а затим млађи синови царице. Синови конкубина били су искључени из линије наследства. Конзервативни званичници су се чврсто држали овог строгог правила током целе ере Минг. Чак је и цар Ван-ли, који је две деценије покушавао да свог трећег сина, Џу Чангсјуена, именује за престолонаследника, на крају био приморан да попусти и именује свог најстаријег сина, будућег цара Тај-чанга. Једини успешан кршилац правила наслеђивања био је цар Јунг-ле, трећи цар династије. Он је дошао на власт у трогодишњем грађанском рату, познатом као Кампања Ђи-нан, против свог нећака, цара Ђијен-вена.
Цар, или хуангди, био је врховни шеф државе, традиција која датира из династије Ћин (221–206. п. н. е.) и коју је наставила династија Минг. У теорији, имао је апсолутну власт над свим званичницима и генералима, а од целе земље се очекивало да поштује његове декрете. Међутим, ова моћ је имала своју цену, јер је цар Хунг-ву чврсто контролисао своју власт кроз бројне чистке. Како је династија напредовала, наследници цара Хунг-вуа нису имали његову одлучност и били су ограничени традиционалним оквирима. Од цара се није очекивало да доноси независне одлуке о правцу земље. Уместо тога, меморандуми и захтеви су му представљани са предложеним решењима. Улога цара је била да потврди поднете предлоге или да преговара о алтернативном решењу са подносиоцима. Слично томе, цареви су именовали званичнике и генерале на основу препорука Министарства за кадрове или Министарства рата. У случају високих достојанственика, владару је дат избор између два до три кандидата. О важним питањима се обично расправљало на званичним аудијенцијама или неформалним састанцима, и било је неопходно постићи широк консензус међу дворским достојанственицима пре доношења било каквих значајних одлука.
Током владавине цара Хунг-вуа и његових наследника, Кина је углавном доживела период економског раста и политичке стабилности. У 17. веку, комбинација климатских промена и лоших економских политика довела је до распрострањених глади и епидемија. Као резултат тога, ауторитет владе је ослабио, и избиле су бројне побуне. Године 1644, побуњеничка војска је успешно заузела Пекинг, што је довело до самоубиства последњег цара Минга, цара Чунг-чена (в. 1627–1644). Вођа устанка, Ли Ци-ченг, прогласио се за цара нове династије Шун. Да би поразио побуњенике, Ву Сан-гуеј, последњи генерал Минга на североистоку, позвао је манџурске Осам застава династије Ћинг да уђу у Централне равнице. Манџурци су затим окупирали северну Кину исте године.
Иако су изгубили контролу над севером, чланови царске породице Минг наставили су да владају јужном Кином. Међутим, постепено су их потискивали Манџурци све док последњи цар Минга, Џу Јоу-ланг, није погубљен 1662. године у Бурми. Каснији историчари називали су цареве режима Минга у јужној Кини владарима династије Јужни Минг.

## Списак царева
Лично име цара постајало је табу након његовог ступања на престо. Обраћало му се са титулама различитог степена формалности — Ваше величанство, Његово величанство цар (или једноставно). Након смрти, цар је добијао почасно постхумно име, које се обично састојало од деветнаест кинеских карактера за цареве династије Минг; међутим, оснивач династије, цар Хунг-ву, почаствован је именом од двадесет три карактера. Друго име које се додељивало постхумно било је храмовно име које се, заједно са постхумним именом, користило за богослужење у Царском храму предака. Због понављања истих храмовних и постхумних имена за цареве различитих династија, име династије се користи као диференцијатор када је то неопходно. На пример, цар Хунг-ву се често назива „Минг Тај-цу“.
Име ере, или „титула владавине“, бирало се на почетку цареве владавине како би одражавало политичке, економске и/или друштвене прилике у то време. Током династије Минг, изузев цара Јинг-цунга, цареви су проглашавали само једно име ере током своје владавине, док су цареви претходних династија обично имали више имена ера. Као резултат тога, цареви династије Минг су се обично називали по својим јединственим именима ера.
| Суверен                         | Портрет       | Лично име | Владавина | Наслеђе                                                                          | Детаљи о животу |
| ------------------------------- | ------------- | --- | --- | -------------------------------------------------------------------------------- | --- |
| Цар Хунг-ву                     | Цар Хунг-ву   | Џу Јуенџанг Друга имена - Храмовно име: Тај-цу () Постхумно име: Цар Кај-тјен Син-дао Џао-ђи Ли-ђи Да-шенг Џ'-шен Рен-вен Ји-ву Ђуен-де Ченг-гунг Гао () | 23. јануар 1368. – 24. јун 1398. (30 година, 5 месеци и 1 дан) Ера(е) - - Хунг-ву () 23. јануар 1368. – 24. јун 1398.                                                                   | Рођен у сиромаштву, водио је побуне Црвених турбана да би основао династију Минг | 21. октобар 1328. – 24. јун 1398. (старост 69) Започео културну обнову и политичке реформе, познат и по својим екстремним и насилним методама спровођења. Умро природном смрћу. |
| Цар Ђијен-вен                   | Н/Д           | Џу Јин-вен Друга имена - Храмовно име: Хуи-цунг () Постхумно име: Цар Гунг-мин Хуи ()                                                                    | 30. јун 1398. – 13. јул 1402. (4 године и 13 дана) Ера(е) - - Хунг-ву () 30. јун 1398. – 5. фебруар 1399. - Ђијен-вен () 6. фебруар 1399. – 13. јул 1402.                               | Унук цара Хунг-вуа                                                               | 5. децембар 1377. – 13. јул 1402. (старост 24) Збачен од стране будућег цара Јунг-леа, свог ујака. Или је погинуо у пожарима у Палати Минг или је нестао након њих. |
| Цар Јунг-ле                     | Цар Јунг-ле   | Џу Ди Друга имена - Храмовно име: Ченг-цу () Постхумно име: Цар Ћи-тјен Хунг-дао Гао-минг Џао-јин Шен-ву Шен-гунг Чун-рен Џ'-сијао Вен ()                | 17. јул 1402. – 12. август 1424. (22 године и 26 дана) Ера(е) - - Хунг-ву () 30. јул 1402. – 22. јануар 1403. - Јунг-ле () 23. јануар 1403. – 19. јануар 1425.                          | Син цара Хунг-вуа                                                                | 2. мај 1360. – 12. август 1424. (старост 64) Подигао династију Минг на врхунац моћи. Покренуо пет војних кампања против Монгола, поново успоставио кинеску власт у Вијетнаму и преместио престоницу у Пекинг. Покровитељ многих пројеката, укључујући Порцеланску кулу у Нанкингу, Енциклопедија Јунг-леа и Путовања флоте Минга. Умро природном смрћу. |
| Цар Хунг-си                     | Цар Хунг-си   | Џу Гао-ч’ Друга имена - Храмовно име: Жен-цунг () Постхумно име: Цар Ђинг-тјен Т'-дао Чун-ченг Џ'-де Хунг-вен Ћин-ву Џанг-шенг Да-сијао Џао ()           | 12. август 1424. – 29. мај 1425. (9 месеци и 17 дана) Ера(е) - - Јунг-ле () 12. август 1424. – 19. јануар 1425. - Хунг-си () 20. јануар 1425. – 7. фебруар 1426.                        | Син цара Јунг-леа                                                                | 16. август 1378. – 29. мај 1425. (старост 46) Углавном се фокусирао на унутрашње послове. Умро природном смрћу. |
| Цар Сјуен-де                    | Цар Сјуен-де  | Џу Џан-ђи Друга имена - Храмовно име: Сјуен-цунг () Постхумно име: Цар Сјен-тјен Чунг-дао Јинг-минг Шен-шенг Ћин-вен Џао-ву Куан-рен Чун-сијао Џанг ()   | 29. мај 1425. – 31. јануар 1435. (9 година, 8 месеци и 2 дана) Ера(е) - - Хунг-си () 28. јун 1425. – 7. фебруар 1426. - Сјуен-де () 8. фебруар 1426. – 17. јануар 1436.                 | Син цара Хунг-сија                                                               | 16. март 1399. – 31. јануар 1435. (старост 35) Стабилизовао је друштвено-економске и политичке прилике, наручио седмо и последње путовање флоте Минга, али није успео да реши проблеме у војсци и дозволио је раст утицаја евнуха. Такође познати сликар. Умро природном смрћу.                                                                         |
| Цар Јинг-цунг                   | Цар Јинг-цунг | Џу Ћи-џен Друга имена - Храмовно име: Јинг-цунг () Постхумно име: Цар Фа-тјен Ли-дао Жен-минг Чен-ђинг Џао-вен Сјен-ву Џ'-де Гуанг-сијао Жуи ()          | 31. јануар 1435. – 22. септембар 1449. (14 година, 7 месеци и 22 дана) Ера(е) - - Сјуен-де () 31. јануар 1435. – 17. јануар 1436. - Џен-тунг () 18. јануар 1436. – 13. јануар 1450.     | Син цара Сјуен-деа                                                               | 29. новембар 1427. – 23. фебруар 1464. (старост 36) Први цар-дете. Његовом владавином доминирали су евнуси, посебно Ванг Џен, што је довело до растуће нестабилности. Заробљен од стране Ојратских Монгола током Туму кризе. |
| Цар Ђинг-тај                    | Н/Д           | Џу Ћи-ји Друга имена - Храмовно име: Даи-цунг () Постхумно име: Цар Гунг-рен Канг-динг Ђинг ()                                                           | 22. септембар 1449. – 11. фебруар 1457. (7 година, 4 месеца и 20 дана) Ера(е) - - Џен-тунг () 22. септембар 1449. – 13. јануар 1450. - Ђинг-тај () 14. јануар 1450. – 11. фебруар 1457. | Син цара Сјуен-деа                                                               | 11. септембар 1428. – 14. март 1457. (старост 28) Преузео власт док му је брат био заробљен, успешно одбранио Пекинг и обновио снагу царства, али је касније збачен у дворском пучу. Умро месец дана касније, могуће од убиства. |
| Цар Јинг-цунг (друга владавина) | Цар Јинг-цунг | Џу Ћи-џен | 11. фебруар 1457. – 23. фебруар 1464. (7 година и 12 дана) Ера(е) - - Тјен-шун () 11. фебруар 1457. – 26. јануар 1465.                                                                  | Син цара Сјуен-деа                                                               | 29. новембар 1427. – 23. фебруар 1464. (старост 36) Враћен на власт након ослобађања. Угушио побуну Цао Ћина и укинуо праксу жртвовања конкубина. Умро природном смрћу. |
| Цар Ченг-хуа                    | Цар Ченг-хуа  | Џу Ђијен-шен Друга имена - Храмовно име: Сјен-цунг () Постхумно име: Цар Ђи-тјен Нинг-дао Чен-минг Рен-ђинг Чунг-вен Су-ву Хунг-де Шен-сијао Чун ()      | 23. фебруар 1464. – 9. септембар 1487. (23 године, 6 месеци и 17 дана) Ера(е) - - Тјен-шун () 23. фебруар 1464. – 26. јануар 1465. - Ченг-хуа () 27. јануар 1465. – 9. септембар 1487.  | Син цара Јинг-цунга                                                              | 9. децембар 1447. – 9. септембар 1487. (старост 39) Његову владавину обележиле су војне победе и либералне политичке мере, али је већину времена провео под влашћу евнуха и своје омиљене конкубине, Госпе Ван. Умро природном смрћу. |
| Цар Хунг-џ'                     | Цар Хунг-џ'   | Џу Јоу-ченг Друга имена - Храмовно име: Сјао-цунг () Постхумно име: Цар Ђијен-тјен Минг-дао Чун-ченг Џунг-џенг Шен-вен Шен-ву Џ'-рен Да-де Ђинг ()       | 9. септембар 1487. – 8. јун 1505. (17 година, 8 месеци и 30 дана) Ера(е) - - Ченг-хуа () 9. септембар 1487. – 13. јануар 1488. - Хунг-џ () 14. јануар 1488. – 23. јануар 1506.          | Син цара Ченг-хуа                                                                | 30. јул 1470. – 9. јун 1505. (старост 34) Покренуо Хунг-џ' рестаурацију. Умро природном смрћу. |
| Цар Џенг-де                     | Цар Џенг-де   | Џу Хоу-џао Друга имена - Храмовно име: Ву-цунг () Постхумно име: Цар Чен-тјен Да-дао Јинг-су Жуи-џе Џао-де Сјен-гунг Хунг-вен С'-сијао Ји ()             | 9. јун 1505. – 20. април 1521. (15 година, 10 месеци и 11 дана) Ера(е) - - Хунг-џ () 9. јун 1505. – 23. јануар 1506. - Џенг-де () 24. јануар 1506. – 20. април 1521.                    | Син цара Хунг-џ'а                                                                | 14. новембар 1491. – 20. април 1521. (старост 29) Током његове владавине порастао је утицај евнуха, посебно Лиу Ђина. Вероватно се утопио након што му је чамац потонуо. |
| Цар Ђађинг                      | Цар Ђађинг    | Џу Хоу-цунг Друга имена - Храмовно име: Ши-цунг () Постхумно име: Цар Ћин-тјен Ли-дао Јинг-ји Шен-шен Сјуен-вен Гуанг-ву Хунг-рен Да-сијао Су ()         | 27. мај 1521. – 23. јануар 1567. (45 година, 7 месеци и 26 дана) Ера(е) - - Џенг-де () 27. мај 1521. – 26. јануар 1522. - Ђађинг () 28. јануар 1522. – 23. јануар 1567.                 | Унук цара Ченг-хуа, рођак цара Џенг-деа                                          | 16. септембар 1507. – 23. јануар 1567. (старост 59) Једини цар Минга који је следио таоизам. Умро након дуже болести, могуће због тровања алхемијским еликсирима. |
| Цар Лунг-ћинг                   | Цар Лунг-ћинг | Џу Цај-ђи Друга имена - Храмовно име: Му-цунг () Постхумно име: Цар Ћи-тјен Лунг-дао Јуен-ји Куан-рен Сјен-вен Гуанг-ву Чун-де Хунг-сијао Џуанг ()       | 23. јануар 1567. – 5. јул 1572. (5 година, 5 месеци и 12 дана) Ера(е) - - Ђађинг () 23. јануар 1567. – 8. фебруар 1567. - Лунг-ћинг () 9. фебруар 1567. – 5. јул 1572.                  | Син цара Ђађинга                                                                 | 4. март 1537. – 5. јул 1572. (старост 35) Мир са Монголима, отварање граница, стабилизација друштвено-економске ситуације, али се препуштао пожуди и раскошном начину живота. Умро природном смрћу. |
| Цар Ван-ли                      | Цар Ван-ли    | Џу Ји-ђин Друга имена - Храмовно име: Шен-цунг () Постхумно име: Цар Фан-тјен Хе-дао Џе-су Дун-ђијен Гуанг-вен Џанг-ву Ан-рен Џ'-сијао Сјен ()           | 5. јул 1572. – 18. август 1620. (48 година, 1 месец и 13 дана) Ера(е) - - Лунг-ћинг () 5. јул 1572. – 1. фебруар 1573. - Ван-ли () 2. фебруар 1573. – 18. август 1620.                  | Син цара Лунг-ћинга                                                              | 4. септембар 1563. – 18. август 1620. (старост 56) Цар са најдужом владавином у династији Минг. Упркос раним успесима, постепени пад династије Минг почео је пред крај његове владавине. Умро природном смрћу. |
| Цар Тај-чанг                    | Цар Тај-чанг  | Џу Чанг-луо Друга имена - Храмовно име: Гуанг-цунг () Постхумно име: Цар Чунг-тјен Ћи-дао Јинг-жуи Гунг-чун Сјен-вен Ђинг-ву Јуен-рен Ји-сијао Џен ()    | 28. август – 26. септембар 1620. (29 дана) Ера(е) - - Тај-чанг () 28. август 1620. – 26. септембар 1620.                                                                                | Син цара Ван-лија                                                                | 28. август 1582. – 26. септембар 1620. (старост 38) Изненада умро након владавине од око месец дана, могуће убијен тровањем. |
| Цар Тјен-ћи                     | Цар Тјен-ћи   | Џу Јоу-ђијао Друга имена - Храмовно име: Си-цунг () Постхумно име: Цар Да-тјен Чан-дао Дун-сијао Ду-јоу Џанг-вен Сјанг-ву Ђинг-му Џуанг-ћин Џе ()        | 26. септембар 1620. – 30. септембар 1627. (7 година и 4 дана) Ера(е) - - Тај-чанг () 26. септембар 1620. – 21. јануар 1621. - Тјен-ћи () 22. јануар 1621. – 30. септембар 1627.         | Син цара Тај-чанга                                                               | 23. децембар 1605. – 30. септембар 1627. (старост 21) Његовом владавином доминирао је евнух Веј Џунг-сјен. Умро од непознате болести. |
| Цар Чунг-чен                    | Н/Д           | Џу Јоу-ђијен Друга имена - Храмовно име: Си-цунг () Постхумно име: Цар Џуанг-лије Мин ()                                                                 | 2. октобар 1627. – 25. април 1644. (16 година, 6 месеци и 23 дана) Ера(е) - - Тјен-ћи () 2. октобар 1627. – 4. фебруар 1628. - Чунг-чен () 5. фебруар 1628. – 25. април 1644.           | Син цара Тај-чанга, брат цара Тјен-ћија                                          | 6. фебруар 1611. – 25. април 1644. (старост 33) Покушао је да оживи династију, али није успео да реши проблеме у администрацији Минга, није могао да угуши сељачке побуне и одбрани се од манџурских инвазија. Извршио самоубиство, могуће вешањем о дрво, током пада Пекинга пред побуњеничким снагама Ли Ци-ченга.                                    |

| Суверен                | Портрет | Лично име | Владавина | Наслеђе                                                               | Детаљи о животу |
| ---------------------- | ------- | --- | --- | --------------------------------------------------------------------- | --- |
| Цар Хунг-гуанг         | Н/Д     | Џу Јоу-сунг Друга имена - Храмовно име: Ан-цунг () - Постхумно име: Цар Фенг-тјен Цун-дао Куан-хе Ђинг-му Сју-вен Бу-ву Вен-гунг Рен-сијао Ђијен ()   | 19. јун 1644. – 15. јун 1645. (11 месеци и 27 дана) Ере - Чунг-чен (): 19. јун 1644. – 27. јануар 1645. - Хунг-гуанг (): 28. јануар 1645. – 17. август 1645.           | Унук цара Ван-лија                                                    | 5. септембар 1607. – 23. мај 1646. (старост 38) Његову владавину су обележиле политичке борбе. Погубљен од стране династије Ћинг.                                                              |
| Познат по личном имену | Н/Д     | Џу Чанг-фанг | 1. јул – 6. јул 1645. (5 дана) (регентство) Ера - регент Лу (): 1. јул – 6. јул 1645.                                                                                  | Унук цара Лунг-ћинга                                                  | 1608. – 23. мај 1646. (старост 38) Предао се династији Ћинг, касније погубљен. |
| Цар Лунг-ву            | Н/Д     | Џу Ју-ђијен Друга имена - Храмовно име: Шао-цунг () - Постхумно име: Цар Пеј-тјен Џ'-дао Хунг-ји Су-му С'-вен Лије-ву Мин-рен Гуанг-сијао Сјанг ()    | 18. август 1645. – 6. октобар 1646. (1 година, 1 месец и 18 дана) Ере - Хунг-гуанг (): 18. август – 28. август 1645. - Лунг-ву (): 28. август 1645. – 4. фебруар 1647. | Син Џу Ћи-шенга, потомак првог цара Минга                             | 25. мај 1602. – 6. октобар 1646. (старост 44) Уложио максималне напоре да обнови режим Минга, али га је издао његов најјачи присталица, Џенг Џи-лунг. Заробљен и убијен од стране снага Ћинга. |
| Цар Шао-ву             | Н/Д     | Џу Ју-јуе | 11. децембар 1646. – 20. јануар 1647. (1 месец и 9 дана) Ере - Лунг-ву (): 11. децембар 1646. – 20. јануар 1647. - Шао-ву (): планирано али није ступило на снагу      | Син Џу Ћи-шенга, потомак првог цара Минга, и млађи брат цара Лунг-вуа | 1605. – 20. јануар 1647. (старост 42) Извршио самоубиство након што су га заробиле снаге Ћинга.                                                                                                |
| Познат по личном имену | Н/Д     | Џу Ји-хаи | 7. септембар 1645. – 1653. (7 година) (регентство) Ере - Хунг-гуанг (): 7. септембар 1645. – 15. фебруар 1646. - регент Лу (): 16. фебруар 1646. – 1653.               | Син Џу Шоу-јунга, потомак првог цара Минга                            | 6. јул 1618. – 23. децембар 1662. (старост 44) Умро природном смрћу. |
| Цар Јунг-ли            | Н/Д     | Џу Јоу-ланг Друга имена - Храмовно име: Џао-цунг () - Постхумно име: Цар Јинг-тјен Туи-дао Мин-ји Гунг-ђијен Ђинг-вен Веј-ву Ли-рен Ке-сијао Куанг () | 24. децембар 1646. – 1. јун 1662. (15 година, 5 месеци и 8 дана) Ере - Лунг-ву (): 24. децембар 1646. – 4. фебруар 1647. - Јунг-ли (): 5. фебруар 1647. – 1. јун 1662. | Син Џу Чанг-јинга и унук цара Ван-лија                                | 1. новембар 1623. – 1. јун 1662. (старост 38) Заробљен и убијен од стране снага Ћинга. |

### Цитати
1. 1 2 3  Twitchett & Mote 1998, стр. 16.
2. ↑  Paludan 1998, стр. 6–7.
3. ↑  „The Emperor in the Cosmic Order”. Asia for Educators (AFE), Weatherhead East Asian Institute at Columbia University.
4. ↑  Duhalde, Marcelo (8. 8. 2018). „Life inside the Forbidden City. Chapter 3”. South China Morning Post.
5. ↑  Ch'ien 1982, стр. 96.
6. ↑  Paludan 1998, стр. 177, 180.
7. ↑  „Forbidden City”. Encyclopædia Britannica.
8. ↑  Atwell 2002, стр. 84.
9. ↑  Melvin, Shelia (7. 9. 2011). „China's Reluctant Emperor”. The New York Times. ISSN 0362-4331. Приступљено 3. 12. 2021.
10. ↑  Dillon 2016, стр. 444.
11. ↑  Huang 1997, стр. 189.
12. ↑  Huang 1997, стр. 175.
13. ↑  Paludan 1998, стр. 180.
14. ↑  Mote 2003, стр. 98.
15. ↑  Ch'ien 1982, стр. 91.
16. 1 2  Ch'ien 1982, стр. 93.
17. 1 2 3  Hucker 1966, стр. 41.
18. ↑  Fan 2016, стр. 97.
19. ↑  Paludan 1998, стр. 187.
20. ↑  Atwell 1988, стр. 639.
21. ↑  Dennerline 1985, стр. 824–825.
22. ↑  Twitchett & Mote 1998, стр. 17; Wilkinson 2000, стр. 109–110.
23. ↑  Moule 1957, стр. 106; Wilkinson 2018, стр. 288, 290–291; Twitchett & Mote 1998, стр. 17.
24. 1 2  Theobald, Ulrich (23. 9. 2011). „Chinese History – Names of Persons and Titles of Rulers”. Chinaknowledge – a universal guide for China studies. Приступљено 10. 7. 2013.
25. ↑  Twitchett & Mote 1998, стр. 17; Wilkinson 2000, стр. 294–295.
26. ↑  Wilkinson 2018, стр. 885–886.
27. ↑  Goodrich & Fang 1976, стр. 381–392; Paludan 1998, стр. 163; Langlois 1988, стр. 107–181; Moule 1957, стр. 106; Wilkinson 2018, стр. 885.
28. ↑  Goodrich & Fang 1976, стр. 397.
29. ↑  Tsai 2002, стр. 88.
30. 1 2  Wilkinson 2018, стр. 885.
31. ↑  Goodrich & Fang 1976, стр. 397–404; Paludan 1998, стр. 163; Chan 1988, стр. 184–204; Moule 1957, стр. 106; Wilkinson 2018, стр. 885.
32. ↑  Goodrich & Fang 1976, стр. 355–364; Paludan 1998, стр. 163–167; Chan 1988, стр. 205–275; Moule 1957, стр. 107; Wilkinson 2018, стр. 885.
33. ↑  Goodrich & Fang 1976, стр. 338–340; Paludan 1998, стр. 167–169; Chan 1988, стр. 276–283; Moule 1957, стр. 107; Wilkinson 2018, стр. 885.
34. ↑  Goodrich & Fang 1976, стр. 279–289; Paludan 1998, стр. 169; Chan 1988, стр. 284–304; Moule 1957, стр. 107; Wilkinson 2018, стр. 885.
35. ↑  Paludan (1998), стр. 171.
36. ↑  Goodrich & Fang 1976, стр. 289–294; Paludan 1998, стр. 170–171; Twitchett & Grimm 1988, стр. 305–324; Moule 1957, стр. 107; Wilkinson 2018, стр. 885.
37. ↑  Goodrich & Fang 1976, стр. 294–297; Paludan 1998, стр. 171; Twitchett & Grimm 1988, стр. 325–338; Moule 1957, стр. 108; Wilkinson 2018, стр. 885.
38. ↑  Goodrich & Fang 1976, стр. 289–294; Paludan 1998, стр. 171–172; Twitchett & Grimm 1988, стр. 339–342; Moule 1957, стр. 107; Wilkinson 2018, стр. 885.
39. ↑  Goodrich & Fang 1976, стр. 298–304; Paludan 1998, стр. 173–174; Mote 1988, стр. 343–369; Moule 1957, стр. 108; Wilkinson 2018, стр. 885.
40. ↑  Goodrich & Fang 1976, стр. 375–380; Paludan 1998, стр. 174; Mote 1988, стр. 343–369; Moule 1957, стр. 108; Wilkinson 2018, стр. 885.
41. ↑  Goodrich & Fang 1976, стр. 307–315; Paludan 1998, стр. 176–178; Geiss 1988a, стр. 403–439; Moule 1957, стр. 108; Wilkinson 2018, стр. 885.
42. ↑  Goodrich & Fang 1976, стр. 315–322; Paludan 1998, стр. 178–180; Geiss 1988b, стр. 440–510; Moule 1957, стр. 108; Wilkinson 2018, стр. 885.
43. ↑  Goodrich & Fang 1976, стр. 365–367; Paludan 1998, стр. 180; Huang 1988, стр. 511–513; Moule 1957, стр. 108; Wilkinson 2018, стр. 885.
44. ↑  Goodrich & Fang 1976, стр. 324–338; Paludan 1998, стр. 180–183; Huang 1988, стр. 511–517; Moule 1957, стр. 109; Wilkinson 2018, стр. 885.
45. ↑  Kennedy 1943a, стр. 176–177; Paludan 1998, стр. 183; Atwell 1988, стр. 590–594; Moule 1957, стр. 109; Wilkinson 2018, стр. 885.
46. ↑  Kennedy 1943b, стр. 190; Paludan 1998, стр. 183, 187; Atwell 1988, стр. 595–610; Moule 1957, стр. 109; Wilkinson 2018, стр. 886.
47. ↑  Kennedy 1943c, стр. 191–192; Paludan 1998, стр. 187; Atwell 1988, стр. 611–636; Moule 1957, стр. 109; Wilkinson 2018, стр. 886.
48. ↑  Kennedy 1943d, стр. 195–196; Moule 1957, стр. 109.
49. ↑  Twitchett & Mote 1998, стр. xxiii; Kerlouegan 2011, стр. 51.
50. 1 2  Kennedy 1943e, стр. 196–198; Moule 1957, стр. 109; Twitchett & Mote 1998, стр. xxiii.
51. ↑  Kennedy & Mote 1943g, стр. xxiii; Bo 2010, стр. 543.
52. ↑  Kennedy 1943f, стр. 193–195; Moule 1957, стр. 109; Twitchett & Mote 1998, стр. xxiii.